# Serie B 1999-2000 (calcio a 5)
La Serie B 1999-2000 è stata la 10ª edizione della categoria e la seconda di terzo livello del campionato italiano di calcio a 5. La stagione regolare ha preso avvio il 9 ottobre 1999 e si è conclusa nell'aprile 2000, prolungandosi fino al 10 giugno con la disputa delle partite di play-off. 

## Girone A

### Classifica
|  | Pos. | Squadra             | Pt | G  | V  | N | P  | GF  | GS  | DR   |
|  | ---- | ------------------- | -- | -- | -- | - | -- | --- | --- | ---- |
|  | 1.   | Toniolo Milano      | 55 | 22 | 18 | 1 | 3  | 139 | 63  | +66  |
|  | 2.   | Virtus Gorle        | 50 | 22 | 15 | 5 | 2  | 125 | 71  | +54  |
|  | 3.   | Torino Cesana       | 48 | 22 | 14 | 6 | 2  | 131 | 75  | +56  |
|  | 4.   | Bubi Merano         | 34 | 22 | 9  | 7 | 6  | 109 | 96  | +13  |
|  | 5.   | La Torre            | 29 | 22 | 7  | 8 | 7  | 107 | 110 | -3   |
|  | 6.   | SUB Milano          | 27 | 22 | 7  | 6 | 9  | 107 | 111 | -4   |
|  | 7.   | Caseificio Pugliese | 27 | 22 | 7  | 6 | 9  | 84  | 93  | -9   |
|  | 8.   | Biella              | 24 | 22 | 6  | 6 | 10 | 77  | 104 | -27  |
|  | 9.   | La Dominante        | 24 | 22 | 7  | 3 | 12 | 93  | 96  | -3   |
|  | 10.  | Aldeno              | 22 | 22 | 5  | 7 | 10 | 94  | 105 | -11  |
|  | 11.  | Futsal Aosta        | 17 | 22 | 5  | 4 | 13 | 64  | 93  | -29  |
|  | 12.  | Riviera Fazzini     | 7  | 22 | 2  | 1 | 19 | 79  | 182 | -103 |

## Girone B

### Classifica
|  | Pos. | Squadra         | Pt | G | V | N | P | GF | GS | DR |
|  | ---- | --------------- | -- | - | - | - | - | -- | -- | -- |
|  | 1.   | San Paolo Pisa  | 54 | 0 | 0 | 0 | 0 | 0  | 0  | 0  |
|  | 2.   | Luparense       | 44 | 0 | 0 | 0 | 0 | 0  | 0  | 0  |
|  | 3.   | Manzano         | 42 | 0 | 0 | 0 | 0 | 0  | 0  | 0  |
|  | 4.   | Scudo San Carlo | 34 | 0 | 0 | 0 | 0 | 0  | 0  | 0  |
|  | 5.   | San Michele     | 29 | 0 | 0 | 0 | 0 | 0  | 0  | 0  |
|  | 6.   | CUS Macerata    | 29 | 0 | 0 | 0 | 0 | 0  | 0  | 0  |
|  | 7.   | Rimini          | 28 | 0 | 0 | 0 | 0 | 0  | 0  | 0  |
|  | 8.   | Cadoneghe       | 25 | 0 | 0 | 0 | 0 | 0  | 0  | 0  |
|  | 9.   | Ambroveneto     | 25 | 0 | 0 | 0 | 0 | 0  | 0  | 0  |
|  | 10.  | Cesena          | 25 | 0 | 0 | 0 | 0 | 0  | 0  | 0  |
|  | 11.  | Livorno 94      | 24 | 0 | 0 | 0 | 0 | 0  | 0  | 0  |
|  | 12.  | Gradese         | 11 | 0 | 0 | 0 | 0 | 0  | 0  | 0  |

## Girone C

### Classifica
|  | Pos. | Squadra        | Pt | G | V | N | P | GF | GS | DR |
|  | ---- | -------------- | -- | - | - | - | - | -- | -- | -- |
|  | 1.   | Lido di Roma   | 0  | 0 | 0 | 0 | 0 | 0  | 0  | 0  |
|  | 2.   | Perugia        | 0  | 0 | 0 | 0 | 0 | 0  | 0  | 0  |
|  | 3.   | Empire S&R     | 0  | 0 | 0 | 0 | 0 | 0  | 0  | 0  |
|  | 4.   | Quartu 2000    | 0  | 0 | 0 | 0 | 0 | 0  | 0  | 0  |
|  | 5.   | ATS Quartu     | 0  | 0 | 0 | 0 | 0 | 0  | 0  | 0  |
|  | 6.   | Civitavecchia  | 0  | 0 | 0 | 0 | 0 | 0  | 0  | 0  |
|  | 7.   | Roma           | 0  | 0 | 0 | 0 | 0 | 0  | 0  | 0  |
|  | 8.   | Costa di Sopra | 0  | 0 | 0 | 0 | 0 | 0  | 0  | 0  |
|  | 9.   | CUS Viterbo    | 0  | 0 | 0 | 0 | 0 | 0  | 0  | 0  |
|  | 10.  | Archipa Sestu  | 0  | 0 | 0 | 0 | 0 | 0  | 0  | 0  |
|  | 11.  | FDM Velletri   | 0  | 0 | 0 | 0 | 0 | 0  | 0  | 0  |
|  | 12.  | Pattol Club    | 0  | 0 | 0 | 0 | 0 | 0  | 0  | 0  |

## Girone D

### Classifica
|  | Pos. | Squadra             | Pt | G  | V  | N | P  | GF  | GS  | DR  |
|  | ---- | ------------------- | -- | -- | -- | - | -- | --- | --- | --- |
|  | 1.   | San Benedetto       | 54 | 22 | 18 | 0 | 4  | 109 | 50  | +59 |
|  | 2.   | Team Matera         | 45 | 22 | 14 | 3 | 5  | 102 | 75  | +27 |
|  | 3.   | Martina             | 43 | 22 | 13 | 4 | 5  | 132 | 103 | +29 |
|  | 4.   | Modugno             | 43 | 22 | 14 | 1 | 7  | 95  | 78  | +17 |
|  | 5.   | Miracolo Piceno     | 29 | 22 | 9  | 2 | 11 | 85  | 101 | -16 |
|  | 6.   | CUS L'Aquila        | 28 | 22 | 8  | 4 | 10 | 86  | 103 | -17 |
|  | 7.   | Pro Calcetto        | 27 | 22 | 8  | 3 | 11 | 106 | 98  | +8  |
|  | 8.   | Barletta            | 27 | 22 | 9  | 0 | 13 | 86  | 101 | -15 |
|  | 9.   | Sport Five          | 25 | 22 | 8  | 1 | 13 | 90  | 100 | -10 |
|  | 10.  | Bellator Frusino    | 23 | 22 | 7  | 2 | 13 | 92  | 108 | -16 |
|  | 11.  | CUS Campobasso      | 22 | 22 | 7  | 1 | 14 | 85  | 104 | -19 |
|  | 12.  | Libertas Rutigliano | 18 | 22 | 5  | 3 | 14 | 64  | 111 | -47 |

## Girone E

### Classifica
|  | Pos. | Squadra         | Pt | G | V | N | P | GF | GS | DR |
|  | ---- | --------------- | -- | - | - | - | - | -- | -- | -- |
|  | 1.   | Schmidt Palermo | 0  | 0 | 0 | 0 | 0 | 0  | 0  | 0  |
|  | 2.   | Olimpia Ischia  | 0  | 0 | 0 | 0 | 0 | 0  | 0  | 0  |
|  | 3.   | Aversa          | 0  | 0 | 0 | 0 | 0 | 0  | 0  | 0  |
|  | 4.   | Catanzarese     | 0  | 0 | 0 | 0 | 0 | 0  | 0  | 0  |
|  | 5.   | Nocerina        | 0  | 0 | 0 | 0 | 0 | 0  | 0  | 0  |
|  | 6.   | Sinuessa        | 0  | 0 | 0 | 0 | 0 | 0  | 0  | 0  |
|  | 7.   | Real Scafati    | 0  | 0 | 0 | 0 | 0 | 0  | 0  | 0  |
|  | 8.   | Villabate       | 28 | 0 | 0 | 0 | 0 | 0  | 0  | 0  |
|  | 9.   | Avellino        | 0  | 0 | 0 | 0 | 0 | 0  | 0  | 0  |
|  | 10.  | Viagrande       | 0  | 0 | 0 | 0 | 0 | 0  | 0  | 0  |
|  | 11.  | Cosentia        | 0  | 0 | 0 | 0 | 0 | 0  | 0  | 0  |
|  | 12.  | Palermo C5      | 0  | 0 | 0 | 0 | 0 | 0  | 0  | 0  |

## Play-off

### Primo turno
| Squadra 1 | Totale | Squadra 2  | Andata | Ritorno |
| --------- | ------ | ---------- | ------ | ------- |
| Manzano   | 6 - 14 | Empire S&R | 2 - 4  | 4 - 10  |
| Martina   | 12 - 7 | Aversa     | 11 - 2 | 1 - 6   |

### Quarti di finale
Gli incontri di andata si sono disputati il 6 maggio, quelli di ritorno il 13 maggio a campi invertiti.
| Squadra 1      | Totale            | Squadra 2    | Andata | Ritorno |
| -------------- | ----------------- | ------------ | ------ | ------- |
| Cesana RV      | 9 - 11            | Virtus Gorle | 4 - 3  | 5 - 8   |
| Luparense      | 8 - 13            | Perugia      | 5 - 8  | 3 - 5   |
| Empire S&R     | 8 - 4             | Team Matera  | 4 - 0  | 4 - 4   |
| Olimpia Ischia | 15 - 15 (1-3 dcr) | Martina      | 9 - 6  | 6 - 9   |

### Semifinali
Gli incontri di andata si sono disputati il 20 maggio, quelli di ritorno il 27 maggio a campi invertiti.
| Squadra 1  | Totale  | Squadra 2    | Andata | Ritorno      |
| ---------- | ------- | ------------ | ------ | ------------ |
| Perugia    | 12 - 17 | Virtus Gorle | 7 - 4  | 5 - 13 (dts) |
| Empire S&R | 9 - 3   | Martina      | 4 - 1  | 5 - 2        |

### Finale
La gara di andata si è disputata il 3 giugno, quella di ritorno il 10 giugno a campi invertiti.
| Squadra 1  | Totale | Squadra 2    | Andata | Ritorno |
| ---------- | ------ | ------------ | ------ | ------- |
| Empire S&R | 5 - 8  | Virtus Gorle | 2 - 3  | 3 - 5   |

## Play-out
Gli incontri di andata si sono disputati il 29 aprile 2000, quelli di ritorno il 6 maggio a campi invertiti.
| Squadra 1        | Totale  | Squadra 2    | Andata | Ritorno     |
| ---------------- | ------- | ------------ | ------ | ----------- |
| Aldeno           | 8 - 11  | La Dominante | 4 - 4  | 4 - 7       |
| Cesena           | 7 - 8   | Ambroveneto  | 2 - 3  | 5 - 5       |
| Archipa Sestu    | 12 - 15 | CUS Viterbo  | 9 - 6  | 3 - 9 (dts) |
| Bellator Frusino | 1 - 6   | Sport Five   | 1 - 2  | 0 - 4       |
| Viagrande        | 12 - 13 | Avellino     | 10 - 8 | 2 - 5       |